# Traktura

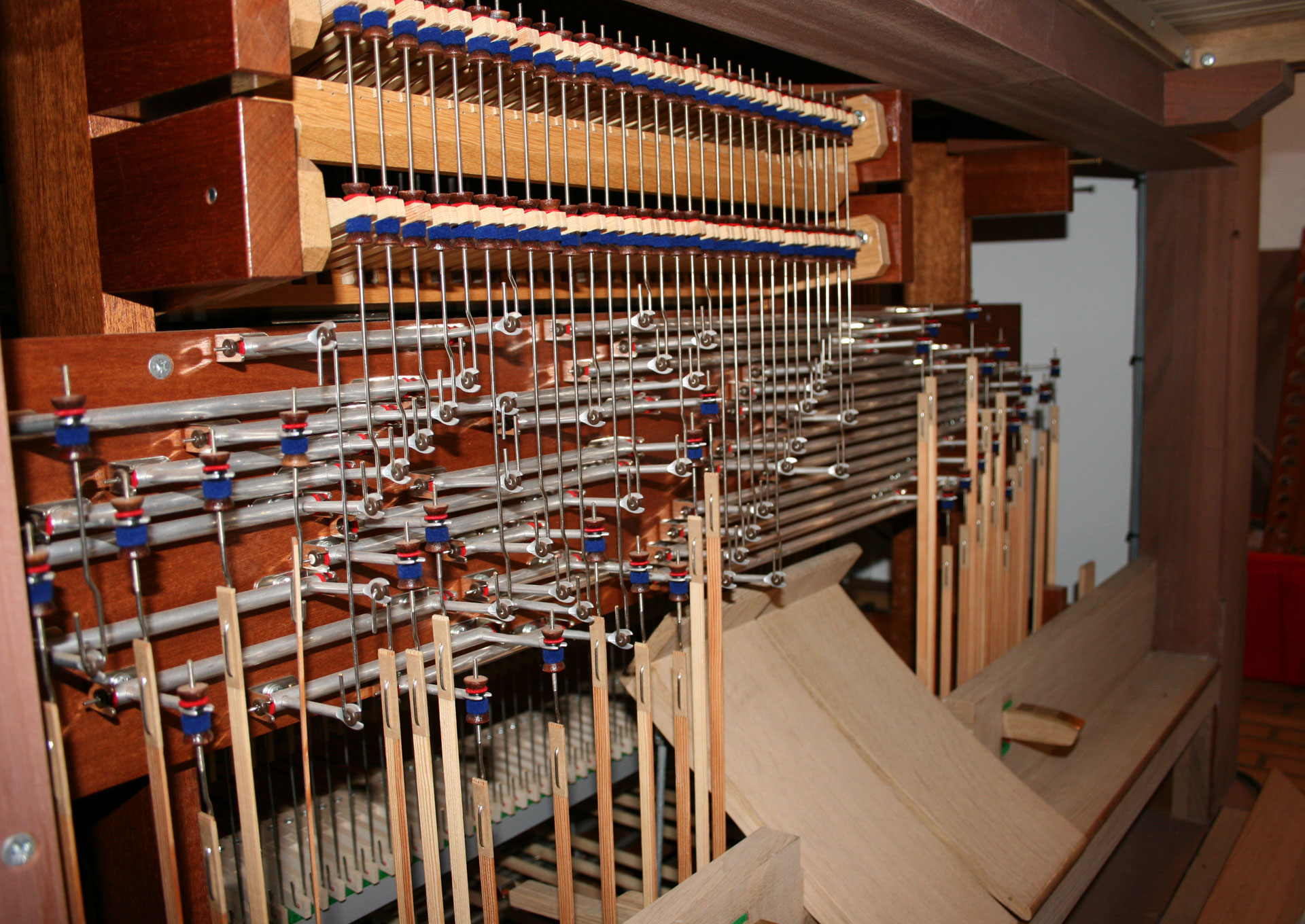
Traktura mechaniczna

Traktura (także traktura właściwa) – w organach i pozytywach, mechanizm przenoszący ruch klawisza i pozostałych urządzeń sterujących na znajdujące się w wiatrownicy wentyle otwierające dopływ powietrza do piszczałek.
Zadaniami traktury są przekazywanie sygnału na odległość oraz wykonywanie pracy. Polecenia wydawane przez organistę za pośrednictwem elementów sterujących – klawiszy i przycisków, są przekazywane przez trakturę do odległych elementów wykonawczych w wiatrownicy – wentyli. Praca wykonywana przez trakturę zmniejsza wysiłek potrzebny do przezwyciężenia tarcia wewnątrz i między urządzeniami mechanicznymi wiatrownicy.
W szerokim znaczeniu, traktura to wszystkie urządzenia umożliwiające grę na organach, czyli rozdzielanie powietrza magazynowanego w rezerwuarze między piszczałkami: wiatrownice, klawiatury, połączenia klawiatury z wiatrownicami, połączenia wewnątrzklawiaturowe i międzyklawiaturowe, włączniki głosów, połączenia włączników głosów z wiatrownicami, crescendo, automat pedału, urządzenia pomocnicze.

## Rodzaje

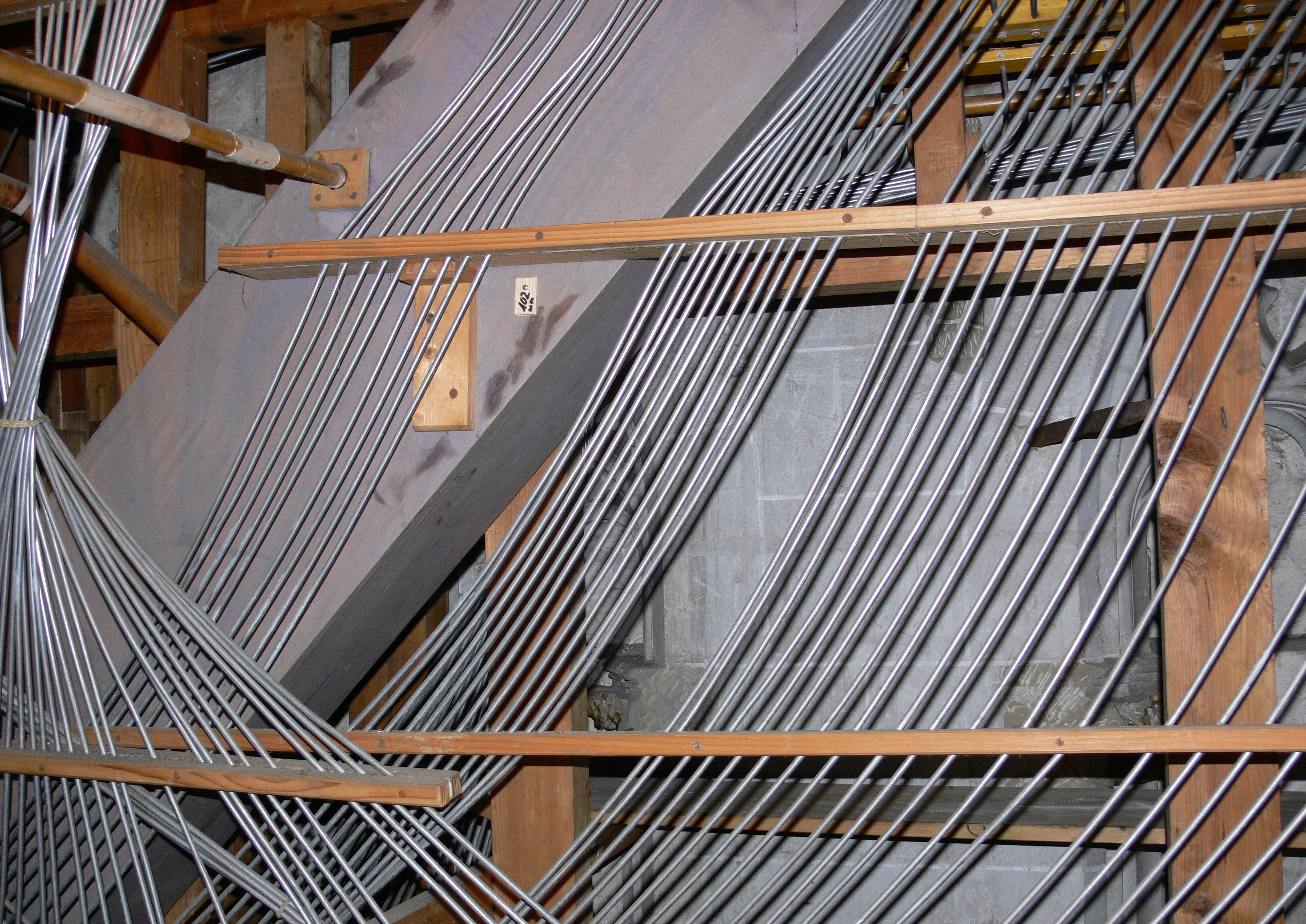
Ołowiane rurki traktury pneumatycznej

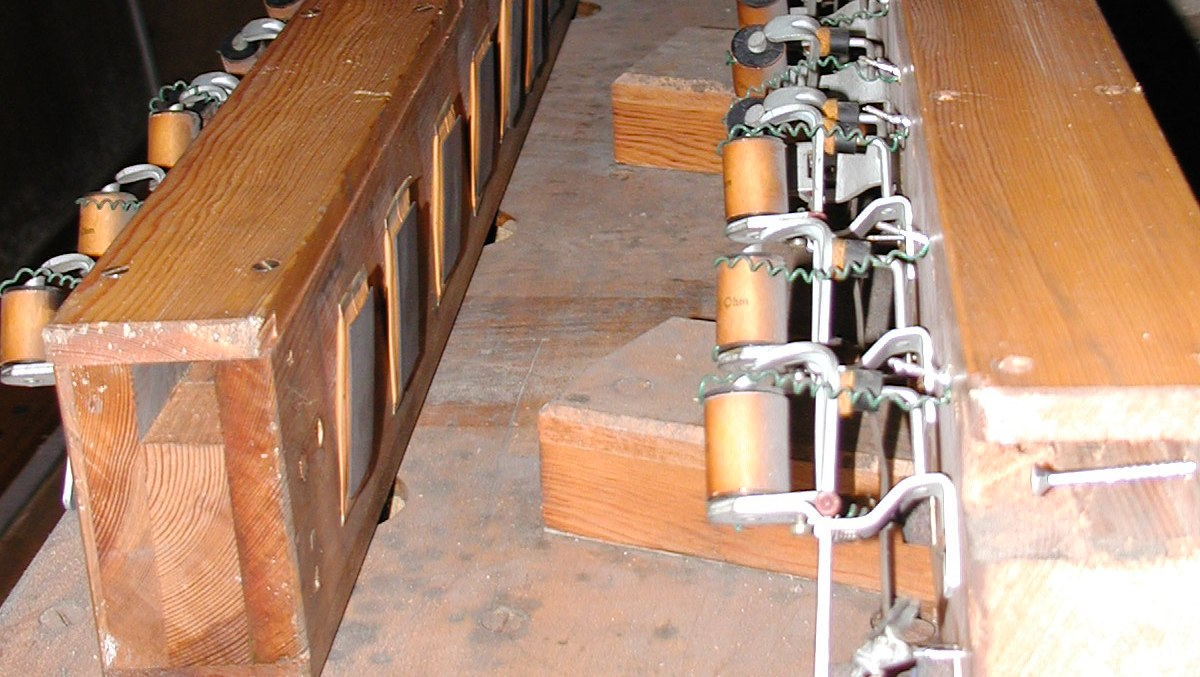
Elektromagnesy sterujące wentylami w trakturze elektrycznej

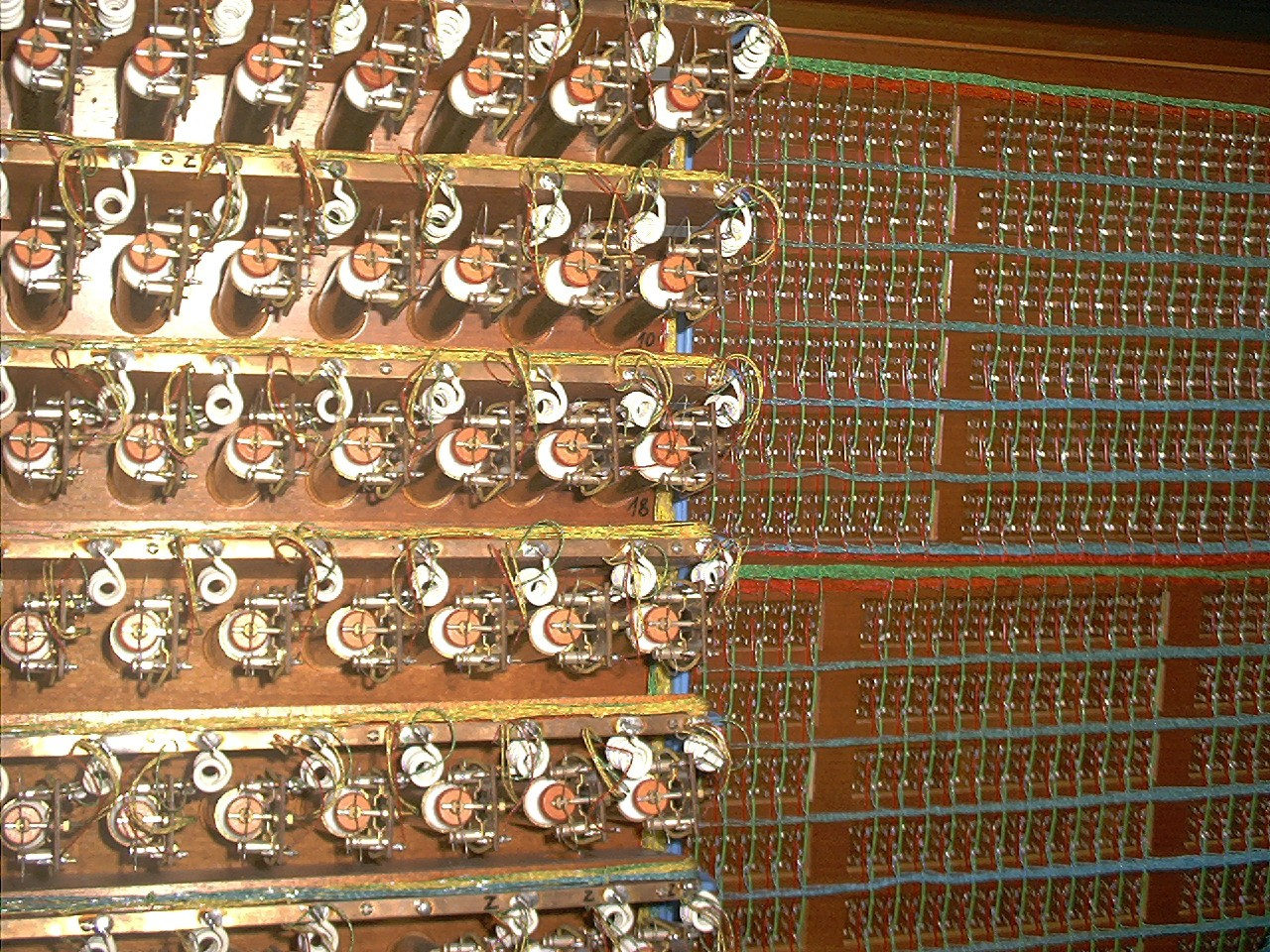
Przewody i przekaźniki elektryczne oraz elektromagnesy we wnętrzu organów z trakturą elektryczną

Ze względu na obsługiwany podzespół, traktury dzieli się na trzy rodzaje:
- traktura gry (traktura klawiatury, traktura tonowa) – pośredniczy między klawiaturą a wiatrownicą i steruje tonami (poprzecznym układem wiatrownicy),
- traktura połączeń (kopulacje) – pośredniczy między klawiaturami i pośrednio steruje tonami (poprzecznym układem wiatrownicy),
- traktura rejestrowa (traktura registratury) – pośredniczy między włącznikami głosów a wiatrownicą i steruje głosami (podłużnym układem wiatrownicy).

Ze względu na konstrukcję, traktury dzielą się na mechaniczne, pneumatyczne i elektromagnetyczne (elektryczne).

### Traktura mechaniczna
Traktura mechaniczna jest najprostszą z punktu widzenia budowy. Pośrednikami między grającym a wiatrownicami są w niej zawory mechaniczne, dźwignie, cięgła i wałki. Jej wadą jest duży opór stawiany przez klawisze, zwłaszcza przy większej ilości włączonych głosów; zaletą – w porównaniu do rozpowszechnionych w wiekach XIX i XX traktur pneumatycznej i elektrycznej – jest bezpośredni kontakt klawisza z wentylem, co pozwala organiście uzyskać większą kontrolę nad intonacją. Około roku 1925 zaobserwowano powrót traktury mechanicznej w budownictwie organowym.

### Traktura pneumatyczna
W trakturze pneumatycznej pośrednikiem między grającym a wiatrownicami są rurki, zawory pneumatyczne, dźwignie Barkera i mieszki (membrany). Jej zaletą jest możliwość odseparowania stołu gry i ustawienia go w niewielkiej odległości od korpusu instrumentu; wadą – opóźnienie dźwięku w stosunku do naciśnięcia klawisza, zwłaszcza przy zbyt dużej odległości stołu gry od wiatrownicy. Pierwszy, wspierany przez pneumatykę system opracowany został w latach 30. XIX wieku przez organmistrza Charlesa Barkera – zawory pneumatyczne przekazywały w nim ruch klawiszy na elementy wykonawcze traktury mechanicznej. Te zostały później zastąpione ołowianymi rurkami, w których ciśnienie powietrza przekazywało ruch klawiszy do elementów wykonawczych wiatrownicy. Współcześnie ten rodzaj traktury jest stosowany bardzo rzadko.

### Traktura elektryczna
W trakturze elektrycznej pośrednikiem między grającym a wiatrownicami są przewody elektryczne, źródło prądu, styczniki i elektromagnesy. Traktury elektryczne i elektropneumatyczne umożliwiają umiejscawianie stołu gry w dużej odległości od wiatrownic (nazywany jest on wówczas kontuarem), stosowanie kilku niezależnie działających stołów gry do obsługi jednego instrumentu, rozkładanie sekcji (zespołów brzmieniowych) w znacznej odległości od siebie oraz stosowanie licznych połączeń, transmisji i kombinacji rejestrowych. Traktura elektryczna charakteryzuje się brakiem opóźnień; jej wadą jest brak możliwości przeprowadzania drobnych poprawek instalacji we własnym zakresie. Pierwsze próby zastosowania traktury elektrycznej przeprowadzano w latach 60. XIX wieku, a pod koniec wieku zaczęła wchodzić do szerszego użycia. Współcześnie konstruowane są organy wyposażone w całości w traktury elektryczne oraz kombinowane – elektryczna traktura rejestrów z mechaniczną trakturą gry, lub odwrotnie.